# Nessa (Haute-Corse)
Nessa település Franciaországban, Haute-Corse megyében. Lakosainak száma 124 fő (2022. január 1.). Nessa Speloncato, Feliceto és Pioggiola községekkel határos.

## Népesség
A település népességének változása:
| Lakosok száma | 97   | 100  | 91   | 102  | 109  | 110  | 109  | 108  | 114  | 124  |
|               | 1968 | 1982 | 1990 | 2006 | 2013 | 2015 | 2017 | 2019 | 2020 | 2022 |